# Château de Chaumont (La Serre-Bussière-Vieille)
Pour les articles homonymes, voir Château de Chaumont.
Le château de Chaumont est une demeure bourgeoise française édifiée en 1886[source insuffisante] au lieu-dit Chaumont, à cheval sur les communes de Mainsat et La Serre-Bussière-Vieille, dans l'est du département de la Creuse (Nouvelle-Aquitaine).
Son histoire est liée à la chanteuse d'opéra Eugénie Bardet (1864-1943), originaire de Mainsat, et au sauvetage de jeunes enfants juifs pendant la Seconde Guerre mondiale sous l'égide de l'Œuvre de secours aux enfants (OSE).
Tombé en ruine après son incendie en 1986, l'édifice est en cours de restauration depuis 2022 à l'initiative d'un expatrié et entrepreneur britannique, Daniel Preston, qui tient sur YouTube une chronique des travaux, Escape to rural France.

## Localisation
Si le chemin (rue de Chaumont) menant au château se trouve sur la commune de Mainsat, l'édifice proprement dit s'élève sur la commune voisine de La Serre-Bussière-Vieille,.

## Historique

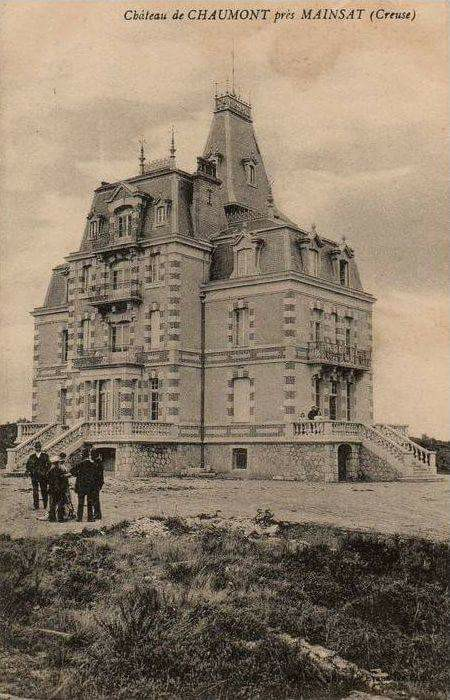
Carte postale du début du XXe siècle montrant la façade arrière de l'édifice.

### Résidence d'une artiste
Le bâtiment a été la résidence d'Eugénie Bardet (1864-1943). Née à Mainsat, cette jeune femme fit carrière à Paris en tant que chanteuse et entra à l'Opéra. Pendant une dizaine d'années, Eugénie Bardet mena dans ce château une vie brillante et y donna des fêtes. Les jardins entourant la demeure avaient été somptueusement aménagés par des horticulteurs venus de Clermont-Ferrand. Des revers de fortune amenèrent Eugénie Bardet à réduire son train de vie et à vendre aux enchères une partie de ses biens en 1913 .

### Refuge pour les enfants juifs (1939-1945)
Le château est loué à partir de 1939 à l'Œuvre de secours aux enfants (OSE). À partir des années 1940, l'histoire du château est intimement liée au sauvetage de juifs dans la Creuse, pendant la Seconde Guerre mondiale : ce département a accueilli environ trois mille juifs dont mille enfants, entre 1939 et 1945. L'OSE avait trois centres d'accueil laïques pour enfants dans la Creuse, dont Chaumont, dirigé par l'éducatrice et résistante juive Lotte Schwarz puis Louis Aron. En effet, le refuge israélite de Neuilly (en région parisienne, occupée), créé en 1866, avait déménagé en 1939 dans la Creuse.
En 1940, le jeune Popeck, âgé de quatre ans, trouve  refuge au château jusqu'en 1942. À l'entrée de la rue de Chaumont, une stèle commémorative rappelle que des familles et des enfants juifs y sont « accueillis et cachés » de 1940 à 1942.
En 1942, devant la menace allemande, les enfants sont dispersés et envoyés dans des endroits plus sûrs en France et en Suisse.

### Rachat, incendie et abandon
Après la mort de la fille d'Eugénie Bardet, Gilberte Bardet, survenue en février 1967, le château est vendu, en 1971, à Jean-François Mironnet, ex-valet de chambre, confident et homme de confiance de Coco Chanel, et à sa femme, ex-bonne de la même. Celui-ci y établit un atelier où il façonne des bijoux qu'il vend à Saint-Tropez.
La bâtisse brûle entièrement dans la nuit du 25 au 26 février 1986. L'épouse de Jean-François Mironnet, seule sur les lieux au moment de l'incendie, réussit à échapper aux flammes par une fenêtre en nouant des draps de lit.
En 2014, Patrick Surget rachète la ruine lors d'une vente aux enchères. En septembre 2017, il met en vente la propriété sur Leboncoin. Le propriétaire indique dans son annonce que les éléments subsistants du château peuvent être démontés ; il souhaite cependant trouver un acheteur qui restaure l'édifice.

### Restauration
En octobre 2022, Daniel Preston, un Anglais âgé de 33 ans, installé en France, fondateur de la chaîne YouTube Escape to rural France , relève le défi : il acquiert la bâtisse et commence sa restauration, seul, aidé de temps en temps par des amis.
Depuis, il documente régulièrement sur sa chaîne YouTube les travaux qu'il accomplit, utilisant notamment un drone pour mieux faire voir l'état du château.

## Architecture
Le château, d'inspiration Louis XIII, s'élevait sur un niveau de soubassement et comportait un corps central à trois étages et un étage de combles sous toiture d'ardoise, flanqué de deux ailes de deux étages et un étage de combles, percé de lucarnes de pierre. Du côté nord-est, le corps central, au lieu d'un étage de combles, comportait une sorte de tour surmontée d'un toit en pavillon, en ardoise. L'encadrement des fenêtres et les chaînes d'angles se composaient de pierre de taille alternant avec de la brique rouge. Des escaliers droits, à balustrades, étaient établis devant trois des façades du château.